# Primo Zuccotti
Primo Zuccotti, né le 2 avril 1915 à Serravalle Scrivia au Piémont et mort le 29 juin 2004 à Montevideo en Uruguay, est un coureur cycliste italien, professionnel de 1937 à 1950. Son frère Domenico Zuccotti (1922-2001) a également été coureur professionnel. 

## Palmarès
- 1935
  - 2e de la Coppa del Grande
- 1940
  - Coppa Città di Busto Arsizio
  - Giro del Sestriere
  - 3e du Tour de la province de Milan (avec Osvaldo Bailo)
- 1941
  - Gran Coppa Vallestrona
  - 2e du Milan-Modène
  - 2e du Tour des Marches
  - 3e de la Coppa Buttafochi
- 1943
  - 2e de la Coppa del Grande
  - 2e du Tour d'Émilie
  - 2e de Turin-Plaisance
  - 3e de Turin-Bielle
- 1950
  - 4e, 6e, 7e et 10e étapes du Tour d'Uruguay
  - 2e du Tour d'Uruguay

## Résultats sur les grands tours

### Tour d'Italie
5 participations
- 1937 : 27e
- 1938 : 41e
- 1939 : 29e
- 1940 : abandon (18e étape)
- 1949 : 62e